# ماهواره نور ۳
ماهواره نور ۳ یک تاسواره چند منظوره ساخت سپاه پاسداران ایران است که ۵ مهر ۱۴۰۲ توسط ماهواره‌بر قاصد به فضا پرتاب شد. نور ۳ با سرعت ۷٫۶ کیلومتر بر ثانیه و ۵۰۰ ثانیه پس از پرتاب، در مدار ۴۵۰ کیلومتری از سطح زمین قرار گرفت. در اسفند ۱۴۰۰، ماهواره نور ۲ در مدار ۵۰۰ کیلومتری زمین و همچنین در اردیبهشت ۱۳۹۹ ماهواره نور ۱ در مدار ۴۲۵ کیلومتری زمین قرار گرفته بود.
این ماهواره می تواند با دقت تفکیک 5 متر از ارتفاع 500 کیلومتری تصویربرداری نماید.